# Szydłów (województwo lubuskie)
Szydłów (dawna niem. nazwa Schiedlo) – uroczysko-dawna miejscowość w Polsce położona w województwie lubuskim, w powiecie słubickim, w gminie Cybinka.
Miejscowość położona na prawym brzegu Odry naprzeciw ujścia Nysy Łużyckiej do Odry.
Aktualnie nieistniejąca. W 1910 roku zamieszkiwało ją 34, a w 1939 roku 22 mieszkańców.